# Juha Pirinen
Juha Pirinen (Valkeakoski, 22 de octubre de 1991) es un futbolista finlandés que juega en la demarcación de lateral izquierdo para el Kalamata F. C. de la Segunda Superliga de Grecia.

## Selección nacional
Tras jugar con la selección de fútbol sub-19 de Finlandia, finalmente debutó con la selección de fútbol de Finlandia el 10 de enero de 2016 en un partido amistoso contra Suecia que finalizó con un resultado de 3-0 a favor del combinado sueco tras los goles de Emil Salomonsson, Melker Hallberg y de Emir Kujović.

## Clubes
| Club                | País       | Año       | Partidos | Goles |
| ------------------- | ---------- | --------- | -------- | ----- |
| FC Haka             | Finlandia  | 2008      | 1        | 0     |
| Tampere United      | Finlandia  | 2009-2010 | 39       | 4     |
| FC Haka             | Finlandia  | 2011-2013 | 83       | 8     |
| MYPA                | Finlandia  | 2014      | 29       | 0     |
| RoPS                | Finlandia  | 2015-2016 | 79       | 6     |
| HJK Helsinki        | Finlandia  | 2017-2018 | 66       | 1     |
| Tromsø IL           | Noruega    | 2019-2020 | 29       | 2     |
| F. K. A. S. Trenčín | Eslovaquia | 2020-2022 | 53       | 1     |
| Volos F. C.         | Grecia     | 2022-2023 | 26       | 0     |
| Levadiakos F. C.    | Grecia     | 2023-2024 | 20       | 0     |
| Kalamata F. C.      | Grecia     | 2024-     | 11       | 0     |

## Palmarés

### Campeonatos nacionales
| Título            | Club         | País      | Año  |
| ----------------- | ------------ | --------- | ---- |
| Veikkausliiga     | HJK Helsinki | Finlandia | 2017 |
| Copa de Finlandia | HJK Helsinki | Finlandia | 2017 |
| Veikkausliiga     | HJK Helsinki | Finlandia | 2018 |